# Диком
Диком је краљ Гета, који је наступио на страни Марка Антонија током грађанског рата у Риму 32-30 пре нове ере.
Краљ Гета Диком је познат из поруке Плутарха. Током грађанског рата у Риму од 32-30 пре нове ере. Диком се појавио на страни Марка Антхонија у својој борби против Октавијана. У источним провинцијима Антонија, који је имао широке савезничке везе, подржали су многи локални владари. Сбог свега тога Октавијан није могао да избегне пораз.

## Извори
1. ↑  Oltean, Ioana A. (2007-08-07). Dacia. Routledge. ISBN 978-1-134-12604-0.
2. ↑  Plutarch (1920). „Lives. Antony”. Digital Loeb Classical Library. Приступљено 2025-07-17.